# 川井憲次
川井 憲次（かわい けんじ、Kenji Kawai、1957年4月23日 - ）は、日本の作曲家、編曲家。
ニックネームは「かーいさん」で、自らを「かーい」と自称することに由来する。インストゥルメンタルバンドであるfox capture planのカワイヒデヒロは甥。

## 来歴
品川区立城南中学校卒業、東京都立城南高等学校卒業、東海大学工学部原子力工学科中退、尚美音楽院中退。

## 人物
サントラ界の大御所として知られており、アニメ、ドラマ、映画、ゲーム等、幅広いメディアミックス作品で活動している。川井によれば、その作品のヴィジュアルから音を引き出していくため、何も無い状態から楽曲を作ることは苦手と述べている。アニメでは映像ができていない場合が大半である為、絵コンテのビジュアルから作曲する。
映画はそれほど観ないが、北野武作品は全作鑑賞しており、「男はつらいよ」は全シリーズ好きだと語っている。
父の影響で幼少時から音楽を聴いており、小学生時代にはフォーク、中学時代には洋物ポップスを中心に聴いていた。高校時代に初めてエレキギターを購入しバンドも結成したが、その影響で浪人する。この時期には、バート・バカラック、森山良子、ディープ・パープル、サンタナなどを聴いていた。
大学時代には音楽クラブでの活動に熱中しすぎた為に中退し、親の手前で音楽の専門学校に入学したが、こちらも半年ほどで退学する。しかし、この頃から作曲の仕事が入るようになる。同時期にある歌手のバックバンドのリハーサルコンテストの張り紙を見て、大学生との混成バンドを結成する。バンドはコンテストで優勝したが、ギャラの良い仕事には恵まれず、結局は川井だけがギタリストとして活動することになり、自然消滅する。この頃から自宅録音に興味を覚え、舞台音楽やCM音楽などを手がけ、劇伴作曲家としての活動を開始する。自宅スタジオには当時、矢沢透などが年中訪れていたという。
1987年、映画『紅い眼鏡』で押井守と出会い、以後『機動警察パトレイバー』や『攻殻機動隊』の劇場版の映画音楽を担当する。『BLOODY MALLORY』などのフランス映画、『美しき野獣』『南極日誌』などの韓国映画でも作曲を担当する。また、日本のテレビ番組のBGMとしても利用されることが多い。
2005年、AMD Awardの「Digital Contents of the year」に出品された『イノセンス』で「Best Music Composer賞」を受賞。
2008年、第41回シッチェス・カタロニア国際映画祭に出品された『スカイ・クロラ The Sky Crawlers』で日本人としては3人目となる最優秀映画音楽賞を受賞。
2009年、eAT金沢で名人賞受賞。
2012年には紅白歌合戦のメインテーマを手掛ける。
2015年には大河ドラマ『花燃ゆ』の劇伴曲を担当した。
2017年、『仮面ライダービルド』の音楽を担当したことで、佐橋俊彦に続き日本を代表するキャラクター作品で『コンパチヒーローシリーズ』の御三家に当たるウルトラシリーズ、仮面ライダーシリーズ、ガンダムシリーズに参加した作曲家になる。

## 作品

### テレビアニメ
1986年
- うる星やつら（テレビシリーズ最終回の宴のシーンの太鼓の曲）
- めぞん一刻（1986年 - 1988年）

1987年
- 赤い光弾ジリオン（ドラマCDのみ）

1989年
- 機動警察パトレイバー
- らんま1/2
- らんま1/2 熱闘編（1989年 - 1992年）

1990年
- からくり剣豪伝ムサシロード
- キャッ党忍伝てやんでえ

1992年
- 姫ちゃんのリボン

1993年
- 無責任艦長タイラー

1994年
- メタルファイター・MIKU
- BLUE SEED

1995年
- 獣戦士ガルキーバ
- 爆れつハンター

1996年
- 赤ちゃんと僕
- YAT安心!宇宙旅行（1996年 - 1997年）

1997年
- 吸血姫美夕
- はいぱーぽりす

1998年
- 鉄コミュニケイション
- YAT安心!宇宙旅行2

1999年
- コレクター・ユイ
- 地球防衛企業ダイ・ガード（田中公平と共作）
- D4プリンセス

2000年
- ギブリーズ
- コレクター・ユイ2
- 無敵王トライゼノン

2001年
- ガイスターズ
- 魔法戦士リウイ
- RAVE

2002年
- 円盤皇女ワるきゅーレ

2003年
- 円盤皇女ワるきゅーレ 十二月の夜想曲
- ガンパレード・マーチ 〜新たなる行軍歌〜

2004年
- お伽草子
- 風人物語

2005年
- スターシップ・オペレーターズ
- ジンキ・エクステンド

2006年
- Fate/stay night
- ひぐらしのなく頃に

2007年
- 精霊の守り人
- ひぐらしのなく頃に解
- PROJECT_MERMAID（アニ*クリ15 第2シーズン）
- 機動戦士ガンダム00

2008年
- 機動戦士ガンダム00 セカンドシーズン

2009年
- 東のエデン

2010年
- 書家

2014年
- ばらかもん
- ワールドトリガー
- ガールフレンド（仮）

2015年
- すべてがFになる THE PERFECT INSIDER
- わかば*ガール

2016年
- ジョーカー・ゲーム
- モブサイコ100
- SERVAMP-サーヴァンプ-
- 刀剣乱舞-花丸-

2018年
- 続 刀剣乱舞-花丸-
- りゅうおうのおしごと!

2019年
- モブサイコ100 II
- 消滅都市
- ノー・ガンズ・ライフ

2020年
- ひぐらしのなく頃に業

2021年
- ワールドトリガー 2nd・3rdシーズン
- ひぐらしのなく頃に卒

2022年
- モブサイコ100 III

2023年
- 火狩りの王
- マイホームヒーロー

2025年
- ウマ娘 シンデレラグレイ

### 劇場アニメ
1989年
- 機動警察パトレイバー the Movie

1990年
- MAROKO 麿子

1992年
- ちびねこトムの大冒険 未公開（2012年に群馬テレビで放映）

1993年
- 機動警察パトレイバー 2 the Movie

1995年
- GHOST IN THE SHELL / 攻殻機動隊

1999年
- 逮捕しちゃうぞ the MOVIE

2002年
- WXIII 機動警察パトレイバー
- ミニパト
- 劇場版ガイスターズ

2004年
- イノセンス

2008年
- GHOST IN THE SHELL / 攻殻機動隊2.0
- スカイ・クロラ The Sky Crawlers

2009年
- 東のエデン 総集編 Air Communication
- 東のエデン 劇場版I The King of Eden

2010年
- 東のエデン 劇場版II Paradise Lost
- 劇場版 Fate/stay night Unlimited Blade Works
- 劇場版 Fate/stay night Unlimited Blade Works
- 劇場版 機動戦士ガンダム00 -A wakening of the Trailblazer-

2011年
- Xi AVANT
- トワノクオン

2012年
- 009 RE:CYBORG

2013年
- 劇場版 薄桜鬼 第一章 京都乱舞

2014年
- 劇場版 薄桜鬼 第二章 士魂蒼穹

2017年
- バイオハザード: ヴェンデッタ

2018年
- さよならの朝に約束の花をかざろう
- 「SERVAMP-サーヴァンプ-」-Alice in the Garden-

2019年
- SHISHIGARI（短編映画）

2022年
- 特『刀剣乱舞-花丸-』〜雪月華〜

2023年
- 鬼太郎誕生 ゲゲゲの謎

### OVA
1986年
- コスモス・ピンクショック

1987年
- ドリームハンター麗夢III 夢隠 首なし武者伝説
- デビルマン 誕生編
- トワイライトQ 時の結び目 REFLECTION
- トワイライトQ 迷宮物件 FILE538

1988年
- 機動警察パトレイバー（1988年・1990年）
- 1ポンドの福音
- 機動戦士SDガンダム
- 吸血姫美夕

1989年
- 御先祖様万々歳!

1990年
- 暗黒神話
- デビルマン 妖鳥死麗濡編
- 花のあすか組!
- CBキャラ 永井豪ワールド
- ドラゴン・フィスト
- しあわせのかたち

1991年
- めぞん一刻
- BURN-UP
- 魔獣戦士ルナ・ヴァルガー
- EXPER ZENON
- 人魚の森
- リカちゃん ふしぎな魔法のリング

1992年
- 絶愛-1989-
- ウルフガイ

1994年
- おいら宇宙の探鉱夫
- 逮捕しちゃうぞ（キャラソン）

1995年
- 戦ー少女イクセリオン（矢野立美と共作）
- プリンセス・ミネルバ

1996年
- 元祖爆れつハンター

2002年
- I-wish you were here-

2004年
- イノセンスの情景 Animated Clips

2005年
- 円盤皇女ワるきゅーレ 星霊節の花嫁

2006年
- 円盤皇女ワるきゅーレ 時と夢と銀河の宴

2008年
- ひぐらしのなく頃に礼

2011年
- ひぐらしのなく頃に煌（菊谷知樹と共作）

2013年
- ひぐらしのなく頃に拡 〜アウトブレイク〜

2019年
- モブサイコ100 第一回霊とか相談所慰安旅行〜ココロ満たす癒やしの旅〜

2024年
- コードギアス 奪還のロゼ

### その他アニメ（CM・Webアニメなど）
1989年
- 機動戦士ガンダム0080「ALL THAT GUNDAM」（プロモ映像）

1993年
- ああっ女神さまっイメージアルバム
- リフレイン（薬物予防教育アニメ）

1994年
- てぶくろを買いに（ビデオ絵本）

1997年
- バンダイエモーションレーベル モアイの映像BGM（雲が鳥に変わるバージョン）

2003年
- アイシールド21 幻のゴールデンボウル（イベント用映画）

2007年
- A New Visual Odyssey（東芝HD映像プロモーションビデオ／CM）

2011年
- サイボーグ009 PEPSI NEX（3Dアニメ CM／ワーナー・マイカル・シネマズでのみ上映）

2012年
- 武装中学生（Webアニメ）
- NEXT A-Class（メルセデス・ベンツキャンペーン映像）

2016年
- 機動警察パトレイバーREBOOT（日本アニメ（ーター）見本市 EXTRA）

2021年
- ぶらどらぶ（Webアニメ）

2023年
- あんさんぶるスターズ!!追憶セレクション「エレメント」（Webアニメ）
- 大奥（Webアニメ）
- あんさんぶるスターズ!!追憶セレクション「クロスロード」（Webアニメ）

2024年
- あんさんぶるスターズ!!追憶セレクション「チェックメイト」（Webアニメ）

### 楽曲
- トワイライトQ（1988）
  - 『リフレクション』（作詞 - 森田里子 / 作曲 - 川井憲次 / 歌 - 兵藤まこ）
  - 『ぐうたらな魚』 （作詞 - 児島由美 / 作曲・編曲 - 川井憲次 / 歌 - 兵藤まこ）
- 吸血姫美夕
  - 『神魔の鼓動』（作曲 - 川井憲次 / 演奏 - 神楽）
  - 『美夕八千夜』（作詞 - 垣野内成美 / 作曲 - 寺嶋民哉 / 編曲 - 川井憲次 / 歌 - 鈴木佐江子）
  - 『まんまる手まり歌』（作詞 - 垣野内成美 / 作曲・編曲 - 川井憲次 / 歌 - 長沢美樹）
  - 『逢いたい』 （作詞 - 前田耕一郎 / 作曲・編曲 - 川井憲次 / 歌 - 笠原弘子）
  - 『吸血姫 美夕』（作詞 - 垣野内成美 / 作曲 - 川井憲次 / 歌 - 鈴木佐江子）
  - 『冷羽ひとり』（作詞 - 垣野内成美 / 作曲 - 川井憲次 / 歌 - 緒方恵美）
- 『乱馬ダ☆RANMA』（作詞：乱馬的歌劇団文芸部、作曲・編曲：川井憲次）（1990）
- 人魚の森（OVA）
  - 『時の漂泊』（作詞 - 松本花奈策 / 編曲 - 川井憲次 / 歌 - 広谷順子）
- らんま1/2 DoCoファースト（1991）
  - 『プロローグ』
  - 『僕たちはこれから』
  - 『赤い靴のSUNDAY』
  - 『うそつき』
  - 『少しだけ坂道』
  - 『思い出がいっぱい』（編曲）
  - 『彼』
- 『乱馬とあかねのバラード』（作詞：乱馬的歌劇団文芸部、作曲：川井憲次、編曲：中村暢之）（1993）
- 無責任艦長タイラー ミュージック・クリップ（1995）
  - 『艦隊出撃!』
  - 『A Tribute To Dom』
  - 『バカンスリゾート』
  - 『軍人ヤマモト』
  - 『ハ・ル・ミ♥セクシー』
  - 『愛が消えた夜』
  - 『うつせみの…』
- 無責任艦長タイラー イメージソング（1995）
  - 『船乗り【声優Version】』（作詞 - 真下耕一 / 作曲・編曲 - 川井憲次 / 歌 - 辻谷耕史、天野由梨、中田和宏、三石琴乃）
  - 『舟が港に帰る時』（作詞 - 木本慶子 / 作曲 - 川井憲次 / 編曲 - 丸尾めぐみ / 歌 - 辻谷耕史、岩田光央、中田和宏、天野由梨、かないみか、三石琴乃）
  - 『Love me more』（作詞 - 木本慶子 / 作曲 - 川井憲次 / 編曲 - 丸尾めぐみ / 歌 - かないみか）
  - 『いざ征けヤマモト！』（作詞 - 小松研多郎 / 作曲 - 川井憲次 / 編曲 - 丸尾めぐみ / 歌 - 柴本浩行&中田和宏）
  - 『気付いてないのはアナタだけ』（作詞 - 木本慶子 / 作曲 - 川井憲次 / 編曲 - 丸尾めぐみ / 歌 - 天野由梨&速水奨）
  - 『Keep on smiling』（作詞 - 島エリナ / 作曲・編曲 - 川井憲次 / 歌 - 柴本浩行）
  - 『SKY HIGH』（作詞 - 小松研多郎 / 作曲 - 川井憲次 / 編曲 - 丸尾めぐみ / 歌 - 岩田光央）
  - 『風は愛☆愛はあなた』（作詞 - 杉山麻理子 / 作曲 - 川井憲次 / 編曲 - 丸尾めぐみ / 歌 - 三石琴乃）
  - 『普通の生き方』（作詞 - 木本慶子 / 作曲 - 川井憲次 / 編曲 - 坂下秀実 / 歌 - 辻谷耕史）
  - 『祈り』（作詞 - 杉山麻理子 / 作曲 - 川井憲次 / 編曲 - 丸尾めぐみ / 歌 - 笠原弘子）
- 戦ー少女イクセリオン（OVA）
  - 『YOU'RE THE BEST PARTNER!』（ 作詞 - 前田耕一郎 / 作曲 - 川井憲次 / 編曲 - 矢野立美 / 歌 - 高橋なおみ）
- 『my best friend』（歌:堀江由衣、作詞：Sora、作曲：川井憲次、編曲：船山基紀）
- 風人物語（2005）
  - 『夕陽の色だけ』（作詞 - 西村純二 / 補作詞 - 児島由美 / 作曲 - 川井憲次 / 歌 - Windy-s）
- Fate/stay night（2006）
  - 『disillusion』（作詞：芳賀敬太 / 作曲：NUMBER201 / 編曲：川井憲次 / 歌：タイナカサチ）
- Fate/stay night キャラクターイメージソング
  - セイバー（川澄綾子）・『遠い夢』（2006）
  - 遠坂凛（植田佳奈）・『KIRARI』（2007）
  - 間桐桜（下屋則子）・『笑顔ひとつで』（2007）
  - イリヤ（門脇舞以）・『月の涙』（2007）
  - キャスター（田中敦子）・『誘い』（2007）
- ウルトラマンジード（2017）
  - 『GEEDの証』（作詞 - 六ツ見純代 / 作・編曲 - 川井憲次 / 歌 - 朝倉リク with ボイジャー）

### テレビドラマ

#### NHK
- クラインの壷（1996年）
- 朗読紀行 にっぽんの名作 濹東綺譚（2003年）
- 七瀬ふたたび（2008年）
- 鉄の骨（2010年）
- 塚原卜伝（2011年）
- 梅ちゃん先生（2012年）
- 火怨・北の英雄 アテルイ伝（2013年）
- 鼠、江戸を疾る（2014年）
- 下町ボブスレー（2014年）
- 花燃ゆ（2015年）
- 鼠、江戸を疾る2（2016年）
- どこにもない国（2018年）
- まんぷく（2018年）

#### テレビ朝日
- 科捜研の女 第3シリーズ以降（2001年 - ）
- BORDER 警視庁捜査一課殺人犯捜査第4係（2014年）
- 五年目のひとり（2016年）

#### テレビ東京
- ケータイ捜査官7（2008年）※押井守監督作「圏外の女」後編の挿入歌 『お七の子守唄』
- SAMURAI CODE（2010年）
- 石川五右衛門 (テレビドラマ)（2016年）

#### フジテレビ
- すべてがFになる（2014年）
- 元彼の遺言状（2022年）

#### 中京テレビ
- 転校生は妹だった（1988年）
- 父さんゴリラが帰った日（1994年）

#### 関西テレビ
- 進路指導室（2002年）※オムニバスドラマ番組『愛と不思議の物語スペシャル ウルチョラ・セブン』

#### TBS
- クロユリ団地〜序章〜（2013年）
- 劇場霊からの招待状（2015年）

#### WOWOW
- 風起隴西（英題:The Wind Blows From Longxi）（2022年）

### 特撮
- ウルトラマンネクサス（2004年）
- 非公認戦隊アキバレンジャー（2012年）
- 非公認戦隊アキバレンジャー（シーズン痛）（2013年）
- GAMERA（2015年）[16]
- ウルトラマンジード（2017年）
- 仮面ライダービルド（2017年）

#### 楽曲提供
- ウルトラマンゼロ THE CHRONICLE（2017年）※一部楽曲
- ウルトラマンタイガ（2019年）※第23話のみ
- ウルトラマンクロニクル ZERO&GEED（2020年）※一部楽曲
- ウルトラマンZ（2020年）※『ウルトラマンジード』音楽（第6話）、ウルトラマンゼロ テーマ音楽（第7話）

### CM
- 湖池屋「カラムーチョ」（1987年）
- AXIA（フジフイルム）「AXIA PS-IIx」機動警察パトレイバーOVA内挿入CM（1988年）※後年DVD化された「アーリーデイズ」には著作権の関係上のため未収録。
- 湖池屋「すっぱムーチョ」（1993年）
- TOYOTA「MARK X」（2009年）
- TOYOTA「MARK X ZIO」（2011年）
- 月桂冠「つき」（2012年）
- JR東海「そうだ 京都、行こう。」（2016年）※『サウンド・オブ・ミュージック』の『私のお気に入り』の編曲を担当
- 再春館製薬所「ドモホルンリンクル『事実』篇」（2023年）

### その他テレビ番組
- ウッチャンナンチャンのやるならやらねば! - OPテーマ（1990年）
- ラジごめIIIホンジャマカ共和国 - OPテーマ（1993年）
- NHKスペシャル
  - 「沸騰都市」（2008年／2009年）
  - 「証言ドキュメント 永田町 権力の興亡」（2009年）[17]
  - 「灼熱アジア」（2010年）[18]
  - 「未解決事件」（2011年 - 2020年）
  - 「証言ドキュメント 永田町 権力の漂流」（2012年）
  - 「コンピューター革命 最強×最速の頭脳誕生」（2012年）
  - 「ロボット革命 人間を超えられるか」（2013年）
  - 「証言ドキュメント 永田町・権力の興亡 そして"自民一強"に」（2013年）
  - 「人体 神秘の巨大ネットワーク」（2017年）
  - 「人体Ⅱ 遺伝子」（2019年）
- BS世界のドキュメンタリー（NHK BS1）
  - 「よみがえる第二次世界大戦 カラー化された白黒フィルム（3回シリーズ）」（2009年）※フランス制作「Apocalypse: The Second World War」を再編集
  - 「色つきの悪夢〜カラーでよみがえる第二次世界大戦〜」（2010年）上記と同素材を若者向けに再編集
  - 「ヒトラー 権力掌握への道」（2014年）※2011年フランス制作「Apocalypse, Hitler」を再編集
- ナショナルジオグラフィック 「黙示録：カラーで見る第二次世界大戦」シリーズ（2009年?）
- NHK紅白歌合戦 - OPテーマ『MEET THE MUSIC』（2012年）
- 新日本風土記（2013年）
- アリスのおいしい革命 - OP・EDテーマ（2013年）
- 古舘トーキングヒストリー〜忠臣蔵、吉良邸討ち入り完全実況〜（2016年）
- 古舘トーキングヒストリー〜戦国最大のミステリー 本能寺の変、完全実況〜（2018年）
- 古舘トーキングヒストリー〜幕末最大の謎 坂本龍馬暗殺、完全実況〜（2019年）
- BBC (イギリス） 2020年東京オリンピック放送テーマソング - 「Tokyo 2020 Olympics」（2021年）[19]

### 映画・オリジナルビデオ（アニメ以外）
1980年
- 時の娘（バンド時代）

1987年
- 紅い眼鏡
- 精霊のささやき

1988年
- スターヴァージン（オリジナルビデオ）

1991年
- ケルベロス-地獄の番犬
- ミカドロイド
- けっこう仮面

1992年
- トーキング・ヘッド

1998年
- リング

1999年
- リング2

2000年
- ガラスの脳
- カオス
- さくや妖怪伝
- 式日（挿入歌のみ）

2001年
- アヴァロン
- 修羅雪姫
- サディスティック& マゾヒスティック（5曲のみ担当。その他の音楽は日活ロマンポルノのサントラより復刻。）
- UNLOVED
- 仄暗い水の底から

2002年
- SAMOURAIS（日本未公開）
- ブラッディ・マロリー

2003年
- 東京静脈

2004年
- 跋扈妖怪伝牙吉 第一部
- 跋扈妖怪伝 牙吉 第二部
- 予言

2005年
- MAKOTO
- 南極日誌
- セブンソード（原題：七劍、中香合作映画）
- 奇談
- まばたき（フルート曲作曲、その他の音楽は垣田尚慶氏）

2006年
- 輪廻
- 美しき野獣
- デス・ルーム（原題：Trapped Ashes）
- 立喰師列伝（「ハンバーガーの哲」役として出演もした）
- デスノート -前編- / デスノート -the Last name-
- かちこみ! ドラゴン・タイガー・ゲート（原題：龍虎門、香港映画）

2007年
- 墨攻（原題：墨攻、中香合作映画）
- 大日本人（『スーパージャスティスのテーマ』等、メインの作曲家はテイ・トウワ）
- 怪談
- 真・女立喰師列伝

2008年
- L change the WorLd
- ひぐらしのなく頃に
- おろち
- 櫻の園
- イップ・マンシリーズ（香港映画、2008年 - 2019年）
  - イップ・マン 序章（原題：葉問、2008年）
  - イップ・マン 葉問（原題：葉問2、2010年）
  - イップ・マン 継承（原題：葉問3、2015年）
  - イップ・マン 完結（原題：葉問4、2019年）

2009年
- さまよう刃
- レイン・フォール/雨の牙
- ひぐらしのなく頃に 誓
- ハリウッド監督学入門

2010年
- ランデブー!
- 28 1/2 妄想の巨人
- インシテミル 7日間のデス・ゲーム
- Chatroom/チャットルーム Chatroom
- ウルトラシリーズ（2010年 - 2019年）
  - ウルトラマンゼロ THE MOVIE 超決戦!ベリアル銀河帝国（2010年、作曲のみ。編曲は原文雄、藤澤慶昌。）
  - 劇場版 ウルトラマンジード つなぐぜ! 願い!!（2018年）
  - 劇場版 ウルトラマンR/B セレクト! 絆のクリスタル（2019年、音楽〈ウルトラマンジード〉 作・編曲）

2011年
- 大阪静脈
- GANTZ / GANTZ PERFECT ANSWER
- ラビット・ホラー3D
- ワイルド7

2012年
- 貞子3D
- 3.11後を生きる

2013年
- An End to Killing 止殺令（日中韓合作映画）※日本未公開
- 楊家将〜烈士七兄弟の伝説〜（原題：忠烈楊家將、2013年、中香合作映画）
- クロユリ団地（2013年）
- 二流小説家 シリアリスト
- 貞子3D2（2013年）
- Tales from the Dark 1（李碧華鬼魅系列:迷離夜）（香港映画）※日本未公開（2019年にNetflixにて配信）
- Tales from the Dark 2（李碧華鬼魅系列:奇幻夜）（香港映画）※日本未公開（2019年にNetflixにて配信）
- ライズ・オブ・シードラゴン 謎の鉄の爪（香港映画）

2014年
- ゲノムハザード ある天才科学者の5日間
- MONSTERZ モンスターズ
- THE NEXT GENERATION -パトレイバー-
- Words with Gods（オムニバス映画。中田秀夫監督の『四苦八苦』を担当。）

2015年
- 劇場霊

2016年
- ガルム・ウォーズ

2017年
- ゴースト・イン・ザ・シェル（エンディングテーマ）
- 世界は今日から君のもの
- 修羅 黒衣の反逆（原題：綉春刀2 修羅戦場、中国映画）
- RE:BORN
- 仮面ライダーシリーズ（2017年 - 2019年）
  - 仮面ライダー平成ジェネレーションズ FINAL ビルド&エグゼイドwithレジェンドライダー（2017年）（ats-、清水武仁、渡辺徹、中川幸太郎と共同）
  - 劇場版 仮面ライダービルド Be The One （2018年）
  - 平成仮面ライダー20作記念 仮面ライダー平成ジェネレーションズ FOREVER（2018年）佐橋俊彦との連名
  - ビルド NEW WORLD（2019年）
    - 仮面ライダークローズ
    - 仮面ライダーグリス

2018年
- 王朝の陰謀 闇の四天王と黄金のドラゴン（原題：狄仁杰之四大天王）（中国映画）

2019年
- オーバー・エベレスト 陰謀の氷壁（日中合作映画）

2021年
- 科捜研の女 -劇場版-

2023年
- 仕掛人・藤枝梅安

2024年
- トワイライト・ウォリアーズ 決戦！九龍城砦（原題：九龍城寨之圍城）（香港映画）

### ゲームミュージック
1987年
- Captain Power and the Soldiers of the Future

1989年
- 新・里見八犬伝 光と闇の戦い

1990年
- ブラッディウァリアーズ シャンゴーの逆襲
- サンサーラ・ナーガ

1992年
- ソーサリアン PCエンジン版

1994年
- サンサーラ・ナーガ2
- チーム・イノセント

1998年
- DEEP FEAR

2001年
- サンサーラナーガ1×2

2003年
- 信長の野望Online（2003年 - ）

2007年
- FolksSoul -失われた伝承-
- 三國志Online（2007年 - 2010年）

2014年
- アルノサージュ〜生まれいずる星へ祈る詩〜（2曲提供）

2017年
- マグナとふしぎの少女（2017年 - ）

2019年
- 永遠の七日（2019年 - 2020年）

2021年
- シドニアの騎士 掌位ノ絆（2021年 - 、fox capture planと共作）
- 永遠の７日（2021年 - 、放置ゲーとしてリブート）
- エゴエフェクト：フラクタス

### その他
- MOTHER（1986年、1987年、2003年） 三ツ矢雄二演出のミュージカル
- おかえりなさい (1994年) 『モンタナ・ジョーンズ』イメージソング。井上喜久子歌唱
- シンプル・レヴュー〜愛に関するオムニバス（2003年） 三ツ矢雄二演出のミュージカル
- 憧れのスーザン・ボイル様〜ママさんコーラス奮闘記〜（2009年） 三ツ矢雄二演出のミュージカルの挿入歌『心に刻んだメモリー』（作詞・三ツ矢雄二／作曲・川井憲次／編曲・竹田えり／歌・出演者全員）
- 小田原市：尊徳記念館の上映アニメ（制作時期不明）
- デルフィニア戦記（1997年） イメージアルバム
- めざめの方舟（2005年） 愛・地球博において押井守の映像とコラボレーション展示をおこなったもの。
- 舞台演劇版鉄人28号（2009年）
- 国立科学博物館 シアター36○上映作品[21]

「宇宙137億年の旅-すべては星から生まれた-」（2009年）
「海の食物連鎖 -太陽からクロマグロをつなぐエネルギーの流れ-」（2010年）
- SHANGHAISKYGATE〜天空の扉〜（上海環球金融中心＜上海ヒルズ＞エントランスムービー）（2011年）
- go on a trip to kanazawa（2011年）※金沢市プロモーション映像
- 男声合唱とピアノのための「ブレイブ・ストーリー」（2017年） 早稲田大学グリークラブ初演
- 氷艶 hyoen2019 －月光かりの如く－（2019年）テーマ曲を除く劇中曲を担当